# Pomponius (Toreut)
Pomponius war ein antiker römischer Toreut (Metallbildner), der im ersten Drittel des 1. Jahrhunderts in Kampanien tätig war.
Pomponius ist heute nur noch aufgrund eines Signaturstempels auf einer Bronze-Kasserolle bekannt. Diese wurde in Colchester, dem antiken Camulodunum in England gefunden und befindet sich seit 1870 im British Museum in London. Er darf nicht mit dem früher anzusetzenden Erzgießer Gaius Pomponius verwechselt werden.

## Einzelbelege
1. ↑  Inventarnummer PRB 1870.4-2.184; Richard Petrovszky: Studien zu römischen Bronzegefäßen mit Meisterstempeln. Leidorf, Buch am Erlbach 1993, S. 290, Nr. P.10.01.

| Personendaten    | Personendaten                              |
| ---------------- | ------------------------------------------ |
| NAME             | Pomponius                                  |
| KURZBESCHREIBUNG | antiker römischer Toreut                   |
| GEBURTSDATUM     | 1. Jahrhundert v. Chr. oder 1. Jahrhundert |
| STERBEDATUM      | 1. Jahrhundert oder 2. Jahrhundert         |